# Chayyim Moses ben Isaiah Azriel Cantarini
Chayyim Moses ben Isaiah Azriel Cantarini (fl. XVIII secolo) è stato un rabbino, poeta e scrittore italiano.

## Biografia
Nacque nella seconda metà del XVII e morì nella prima metà del XVIII secolo a Padova, luogo dove era anche istruttore della yeshiva.
Giorno della sua morte lasciò le seguenti opere manoscritte in ebraico: Haggahot, e Mar'eh ha-Seneh, una descrizione di una persecuzione degli ebrei a Padova.